# Boulangérite
La boulangérite ou antimonbleiblende est un minéral rare, sulfosel d’antimoine et de plomb, de formule Pb5Sb4S11. Il a été nommé en 1837 en l’honneur de l’ingénieur des Mines français Charles Boulanger (1810-1849) et était une espèce valide pendant la période pré-IMA. Il a été décrit pour la première fois avant 1959 et bénéficie donc du statut grandfathered.

## Propriétés
La boulangérite était considérée comme un minéral très rare jusqu’à ce soient trouvés ensuite de nombreux gisements de minerai dudit minéral. De nos jours, il est considéré comme un minéral peu commun, plutôt bon marché, avec une couleur allant du bleu clair au noir en passant par le gris. La poussière du minéral est noire. La forme pseudo-hexagonale est courante pour ce minéral. Il forme rarement des anneaux. C’est l'homéotype de la lopatkaïte. La sous-maille est orthorhombique et a un paramètre c divisé par deux. 
Il forme de petits cristaux prismatiques allongés ou de fins cristaux en forme d’aiguille. Chaque cristal peut atteindre quelques centimètres, et les cristaux ne peuvent être distingués que sur une photo agrandie ou au microscope, car ils sont presque aussi fins que les cheveux. L’une de ses propriétés uniques est que les fibres sont parallèles à la direction de l’allongement, bien que les masses fibreuses-radiales et plumeuses ne soient pas rares. En d’autres termes, il est plumeux, ce qui signifie que les agrégats ont des formes ressemblant à des panaches. Ce dernier est la variante dite plumosite du minéral, le nom étant dérivé des agrégats plumeux, bien qu’il puisse également se présenter en feutre fibreux ou en amas granulaires épais.
Son éclat est toujours soit gris bleuâtre mat, soit gris plomb métallique. C’est un minéral très lourd, bien que mou, qui est facilement cassable, bien qu’il ne puisse pas être rayé en utilisant l'ongle en raison de sa dureté (2,5–3). Le clivage est généralement bon. Dans le cas du type fibreux, les fibres sont flexibles. C’est un minéral opaque. Le point de fusion est vraiment bas, 1 sur l’échelle de fusibilité de Kobell, soit environ 525 °C. C’est le point où le minéral est le plus facile à fondre ou la température à laquelle il fond. Il est complètement soluble dans l'acide chlorhydrique. Au cours de la réaction avec l’acide chlorhydrique, il crée du sulfure d'hydrogène. Dans l’acide nitrique, il est partiellement soluble. Il a une anisotropie distincte et présente de faibles attributs pléochroïques. Les impuretés courantes comprennent le fer, le cuivre, l’étain et le zinc. Il se compose principalement de plomb (54,88 %), ce qui permet de l’utiliser comme minerai de plomb, mais les autres composants principaux sont l’antimoine (26,44 %) (ce qui explique également pourquoi le minéral se forme généralement dans les gisements d’antimoine) et le soufre (18,68 %).

## Occurrence
Il se forme généralement en association avec des gisements de plomb, de zinc ou d’antimoine, dans un environnement lodéique. On le trouve également en compagnie de roches métamorphiques, par exemple dans les Alpes apuanes en Italie. Les spécimens qui se forment sur ces roches métamorphiques apparaissent sous la forme de fines aiguilles cristallines. On le trouve également généralement avec d’autres sulfures, comme l’arsénopyrite, la pyrrhotite, la galène ou la sphalérite, mais il peut également se trouver avec des sidérites, des dolomites et des quartz. Il peut se produire en intercroissances avec de la jamesonite et de la ménéghinite, du quartz ou de la sphalérite. Les sites habituels comprennent l’Allemagne, la Suisse, le Canada, la République tchèque, l’ancienne Yougoslavie, la région de l'Oural en Russie et les mines Britsh park City dans l'Utah. Les endroits les plus connus sont les monts Gutâi (en) en Roumanie, plus précisément à Herja, à Baia Mare et à Baia Sprie, bien qu’il apparaisse en plus grande quantité dans les monts Métallifères slovaques (Spišsko-gemerské rudohorie), plus précisément à Čučma et à Zlatá Idka. On peut en trouver quelques petits spécimens en Hongrie, dans la mine de Gyöngyösoroszi, en Provence en France, et comme mentionné ci-dessus, en Italie, où on peut le trouver dans les Alpes apuanes toscanes, dans la mine de Bottino, mais il se trouve rarement aussi dans le marbre de Carrare.

## Identification et utilisation
À première vue, il est difficile de différencier la boulangérite de la zinkénite ou de la jamesonite, donc un équipement approprié est crucial pour l’identification. Dans la structure, il y a des groupes SbS3 interconnectés comme dans la zinkénite, la jamesonite et la robinsonite. Les cristaux plus petits et magnifiques en forme d’aiguille attirent de nombreux regards de collectionneurs. En ce qui concerne l’utilisation économique de la boulangérite, elle peut être utilisée comme minerai de plomb. L’utilisation dudit minéral n’est raisonnable que lorsqu’il apparaît dans des gisements suffisamment étendus et exploitables.